# Ілек (Ілецький район)
Іле́к (рос. Илек) — село, центр Ілецького району Оренбурзької області, Росія.

## Населення
Населення — 9760 осіб (2010; 9953 у 2002).
Національний склад (станом на 2002 рік):
- росіяни — 84 %